# Puccinia pusilla
Puccinia pusilla ist eine Ständerpilzart aus der Ordnung der Rostpilze (Pucciniales). Der Pilz ist ein Endoparasit von   Capillipedium-Arten. Symptome des Befalls durch die Art sind Rostflecken und Pusteln auf den Blattoberflächen der Wirtspflanzen. Sie kommt in Südostasien vor.

## Merkmale

### Makroskopische Merkmale
Puccinia pusilla ist mit bloßem Auge nur anhand der auf der Oberfläche des Wirtes hervortretenden Sporenlager zu erkennen. Sie wachsen in Nestern, die als gelbliche bis braune Flecken und Pusteln auf den Blattoberflächen erscheinen.

### Mikroskopische Merkmale
Das Myzel von Puccinia pusilla wächst wie bei allen Puccinia-Arten interzellulär und bildet Saugfäden, die in das Speichergewebe des Wirtes wachsen. Aecien oder Spermogonien der Art sind nicht bekannt. Die zimtbraunen Uredien wachsen unterseitig auf den Blättern des Wirtes. Ihre bräunlichen Uredosporen sind oval bis eiförmig, 20–28 × 16–22 µm groß und fein stachelwarzig. Die Telien der Art sind schwarzbraun, früh offenliegend und kompakt. Die haselnussbraunen Teliosporen sind zweizellig, in der Regel ellipsoid und 29–36 × 20–25 µm groß; ihre Stiele sind hyalin bis hellgelb und bis zu 65 µm lang.

## Verbreitung
Das bekannte Verbreitungsgebiet von Puccinia pusilla reicht von Indien über China bis nach Sumatra und auf die Philippinen.

## Ökologie
Die Wirtspflanzen von Puccinia pusilla sind verschiedene Capillipedium-Arten. Der Pilz ernährt sich von den im Speichergewebe der Pflanzen vorhandenen Nährstoffen, seine Sporenlager brechen später durch die Blattoberfläche und setzen Sporen frei. Die Art verfügt anscheinend über einen Entwicklungszyklus, von dem bislang lediglich Telien und Uredien bekannt sind; Spermogonien und Aecien konnten dem Pilz nicht zugeordnet werden.